# Cacajao amuna
Cacajao amuna  is een zoogdier uit de familie van de sakiachtigen (Pitheciidae). De wetenschappelijke naam van de soort werd voor het eerst geldig gepubliceerd door Silva et al. in 2022.

## Voorkomen
De soort komt voor in het westen van Brazilië.